# Sewerny Ui
Der Sewerny Ui (russisch Северный Уй, „Nördliche Ui“) ist ein linker Nebenfluss der Maja in der Region Chabarowsk im Fernen Osten Russlands.
Der Sewerny Ui entspringt im Dschugdschur-Gebirge unweit der Küste des Ochotskischen Meers. Er fließt landeinwärts in westlicher Richtung. Er nimmt die Nebenflüsse Tschelassin von links sowie Totta und Njot von rechts auf.
Der Sewerny Ui trifft nach 233 km auf die Maja, die zum Flusssystem der Lena gehört. Der Sewerny Ui entwässert ein Areal von 18.200 km².